# 鮎ヶ瀬実光
鮎ヶ瀬 実光（あゆがせ さねみつ）は、戦国時代の武将。那須七騎・伊王野氏の家臣。

## 略歴
伊王野氏に仕え各地を転戦し戦功を挙げる。弓の名手としても知られた実光は、天文18年（1549年）の伊王野氏の主家那須氏と宇都宮氏が戦った喜連川五月女坂の戦いでは、芦野の陣より走り出て、那須勢の奇襲を受けて動揺する味方を統制しようと前線に出た宇都宮氏当主・宇都宮尚綱の胸板を一矢で射抜いて討ち取ったという。
尚綱を討った功により主君・伊王野資宗から豊後守を賜る。その後、永楽銭10貫を投じて五月女坂に、尚綱の鎮魂のための石碑を建立した。その由来からこの地を十貫弥五郎坂という。
現在、その子孫は真岡市の遍照寺の住職を務めている。